# Temelucha discoidalis
Temelucha discoidalis là một loài tò vò trong họ Ichneumonidae.